# District de Saratok
Le district de Saratok (malais : Daerah Samarahan) est un district administratif de l'État malaisien du Sarawak, qui fait partie de la Division de Betong. La capitale du district est dans la ville de Saratok.

### Liens connexes
- Districts de Malaisie